# Dittrichia
Dittrichia es un género de plantas fanerógamas perteneciente a la familia de las asteráceas. Comprende 5 especies descritas y de estas, solo 2  aceptadas.
- Nota: Este género se formó en una fecha relativamente reciente como una subdivisión del género Inula del cual difiere, entre otros, por sus cipselas y pelos del vilano.[3][4]

## Descripción
Son hierbas o matas anuales o perennes de hasta 1,50 m de alto, densamente glandulosas y fuertemente olorosas, con hojas alternas enteras o denticuladas/serradas. Tienen capítulos pedunculados organizados en panículas, con involucro de 3-6  filas de brácteas desiguales habitualmente adpresas -y extendidas/reflejas en la fructificación- de dorso glanduloso. El receptáculo, faveolado con alveolas bordadas por una corona denticular pentagonal, carece de páleas. Las flores son amarillas en todas sus partes: las externas, en número reducido (6-16), ligulas femeninas con limbo tri/quadrifido y las internas flósculos hermafroditas de corola quinquefida con dientes triangulares iguales. Las cipselas, homomorfas, son cilíndricas/oblongas, bruscamente estrechadas en el ápice, con pelos adpresos y glándulas piriformes habitualmente solo en la parte distal, pero que pueden estar esparcidas también en prácticamente toda su superficie. La placa apical comporta un claro umbo central tubuliforme más o menos pentagonal que corresponde al nectario persistente de la flor. El pappus, frágil pero persistente, es formado por setas escábridas más o menos erectas soldadas en la base en un anillo discoidal cupuliforme.

## Hábitat y distribución
Las especies del género Dittrichia son ruderales y tienen una gran capacidad de propagación. Crecen en los campos incultos, baldíos , claros de bosques y márgenes de caminos, y generalmente se consideran malas hierbas .
Originarias de la zona del mediterráneo, actualmente estas plantas se han extendido por todo el mundo. En los Estados Unidos y en Australia se considera especie invasora perjudiciales para la flora local a Dittrichia graveolens.

## Taxonomía
El género fue descrito por Werner Rodolfo Greuter y publicado en Exsiccatorum Genavensium e Conservatorio Botanico Distributorum Fasciculus, 4: 71, 1973.
Etimología
- Dittrichia: neologismo latín en honor al botánico alemán Manfred Dittrich (1934- ), un especialista en Asteraceae en el Herbarium de Geneva, Suiza, y más tarde Director del Herbarium del Jardín Botánico de Berlín-Dahlem, Alemania.[10]

## Especies aceptadas
- Dittrichia graveolens (L.) Greuter, Exsicc. Genav. 4: 71, 1973
- Dittrichia viscosa (L.) Greuter, Exsicc. Genav. 4: 71, 1973 y sus 3 subespecies, anteriormente consideradas como especies[3] (Dittrichia viscosa subsp. angustifolia (Bég.) Greuter, Dittrichia viscosa subsp. maritima (Brullo & De Marco) Greuter, Dittrichia viscosa subsp. revoluta (Hoffmanns. & Link) P.Silva & Tutin).[11]